# Oooh La La!
Oooh La La! è il nono album studio della band canadese Crash Test Dummies, pubblicato l'11 maggio 2010 dalla Deep Fried Records, distribuito dalla RED Music. Le canzoni dell'album sono strutturate con strumenti musicali quali Optigan, Omnichord e Fun Machine.

## Storia
Originariamente chiamato Toys nel 2008, il "seme" di Oooh La La! era stato piantato per la prima volta quando Brad Roberts e il produttore Stewart Lerman (Antony and the Johnsons, The Roches) divennero infatuati con strumenti musicali analogici, particolarmente con un manufatto della Mattel chiamato Optigan (acronimo di "optical organ", ovvero "organo ottico"). Usando dischi di celluloide, l'Optigan proietta i suoni di altri strumenti musicali con accordi differenti e note individuali. I dischi, con nomi tipo "Nashville", "Swing It!" e "Guitar Boogie", ruotano per produrre differenti ordini di suono. Il processo è quasi simile alla campionatura digitale che è così comune ai giorni nostri, ma l'antiquato sistema analogico produce interamente un effetto differente.
Nell'album compare anche Ellen Reid che fa il coro in tutte le tracce e canta nella traccia numero undici (intitolata Put A Face).

## Uscita
Brad Roberts aveva dichiarato originariamente che avrebbe pubblicato l'album in formato digitale, siccome non poteva permettersi il costo della distribuzione in CD (e crede anche che i CD non saranno più venduti dal 2015). Comunque, i suoi piani furono presto cambiati e l'album fu fissato per un'uscita in CD per l'11 maggio 2010, distribuito dalla RED Music.

## Tracce
1. Songbird – 3:45
2. You Said You'd Meet Me (In California) – 3:25
3. And It's Beautiful – 3:25
4. Paralyzed – 3:32
5. The In-Between Place – 2:50
6. Not Today Baby – 3:10
7. Heart Of Stone – 4:52
8. Lake Bras d'Or – 2:25
9. What I'm Famous For – 2:57
10. Now You See Her – 4:06
11. Put A Face – 2:06

## Musicisti
- Brad Roberts - voce, optigan, omnichord
- Ellen Reid - voce (traccia 11), coro
- Stewart Lerman - chitarra, basso elettrico, batteria, optigan, omnichord
- Pinky Weitzman - sega musicale
- Steuart Smith - chitarra, basso elettrico, pianoforte, mandolino, banjo
- Jeremy Forbis - batteria
- Suzanne Ornstein - violino, viola
- Debbie Assael - violoncello
- Rob Morsberger - archi